# Georg von Pestel
Georg von Pestel-Dreppenstedt (* 6. Januar 1783 in Hamm; † 12. Dezember 1846 ebenda) war ein deutscher Verwaltungsbeamter.

## Leben
Georg von Pestel studierte Rechtswissenschaften an der Friedrich-Alexander-Universität Erlangen. 1802 wurde er Mitglied des Corps Guestphalia Erlangen. Nach dem Studium trat er in den Staatsdienst ein und wurde Landrat und Regierungsrat in Westfalen. Zuletzt lebte er in Osnabrück.
Pestel war verheiratet mit Sabine Melusine Wilhelmine Magdalene Christiane Gräfin von Hardenberg (1781–1850). Der preußische Generalleutnant Eduard von Pestel war ihr Sohn.